# کبوتر کوهی پاپوآیی
کبوتر کوهی پاپوآیی (نام علمی: Gymnophaps albertisii) یک گونه از پرندگان از تیرهٔ کبوتران (Columbidae) است. در جزایر باکان، گینه نو، جزایر دانترکاستوس و مجمع‌الجزایر بیسمارک یافت می‌شود، جایی که در جنگل‌های نخستین، جنگل‌های کوهستانی و مناطق پست زندگی می‌کند. این پرنده، یک گونه متوسط از کبوتر است که به‌طور میانگین ۳۳–۳۶ سانتیمتر (۱۳–۱۴ اینچ) طول و ۲۵۹ گرم (۹٫۱ اونس) وزن دارد. نرهای بالغ دارای روتنه خاکستری، گلو و شکم به رنگ شاه‌بلوطی، سینه‌های سفید و یک نوار انتهایی خاکستری کم‌رنگ هستند. چشم تا نوک و ناحیه دور چشم قرمز روشن هستند. ماده‌ها شبیه هم هستند، اما سینه‌های خاکستری و لبه‌های پرهای گلو خاکستری دارند.
کبوتر کوهی پاپوآیی معمولاً ساکت است، اما در طول فصل زادآوری، یک ووووووووووم یا وومی خاموش، کم‌صدا و گیج تولید می‌کند. همچنین سوت‌های نرمی ایجاد می‌کند.